# Португалія на Європейських іграх 2015
Португалія на перших Європейських іграх у Баку була представлена 103 атлетами.

## Медалісти
| Медаль | Спортсмен                                  | Спорт                           | Дисципліна                            |
| ------ | ------------------------------------------ | ------------------------------- | ------------------------------------- |
| Золото | Тьяго Аполонія Маркуш Фрейташ Жуан Гералду | Настільний теніс                | Чоловіча команда                      |
| Золото | Руї Браганса                               | Тхеквондо                       | до 58 кг (чоловіки)                   |
| Золото | Телма Монтейру                             | Дзюдо                           | до 57 кг (жінки)                      |
| Срібло | Жуан Сілва                                 | Триатлон                        | Триатлон (чоловіки)                   |
| Срібло | Фернандо Пімента                           | Веслування на байдарках і каное | K1 1000 м (чоловіки)                  |
| Срібло | Фернандо Пімента                           | Веслування на байдарках і каное | K1 5000 м (чоловіки)                  |
| Срібло | Жуан Кошта                                 | Стрільба                        | Пневматичний пістолет 10 м (чоловіки) |
| Бронза | Жуліу Феррейра                             | Тхеквондо                       | До 80 кг (чоловіки)                   |
| Бронза | Ана Ренте Беатріс Мартінс                  | Гімнастика                      | Синхронний трамплін (жінки)           |
| Бронза | Збірна Португалії з пляжного футболу       | Пляжний футбол                  | Чоловічий турнір                      |